# Route 66 (EXILE THE SECONDの曲)
「Route 66」（ルート シックスティシックス）は、EXILE THE SECONDの8枚目のシングル。2017年9月27日にrhythm zoneから発売

## 概要
「CD+DVD」、「CD+DVD」（FC・モバイルSHOP限定）、「CDのみ」 の3形態での発売。CDには、表題曲を含む全2曲4ヴァージョンを収録。DVDには、表題曲のミュージックビデオと、幕張メッセで行われた「EXILE THE SECOND LIVE TOUR 2016-2017 "WILD WILD WARRIORS" THE FINAL」からゲストとの共演映像や、アルバム収録の最新楽曲パフォーマンス映像など、全12曲を収録。
表題曲はアメリカ合衆国の「Route 66」をイメージした楽曲、カップリング曲「Last Goodbye」はロサンゼルス淡い夕日をイメージした楽曲。
ミュージックビデオは2017年7月上旬にアメリカ・ロサンゼルスの砂漠で撮影された。テーマは「砂漠」、「悪い男」。監督はDave Meyersが担当。振付けはShaun Evaristo が担当。

## メディアでの使用
- 「Route 66」は、日本テレビ系『スッキリ!!』2017年9月度エンディングテーマ 、IDOM「ガリバー大創業祭」CMソング[6] 、LIVE DAM STADIUM 「It‘s Your STAGE」LIVE告知CMソング[7]

## 収録曲

### CD
1. Route 66 [3:32]
  - 作詞：SHOKICHI, YVES&ADAMS / 作曲：SKY BEATZ, CHRIS HOPE, SHOKICHI
2. Last Goodbye [5:00]
  - 作詞：SHOKICHI / 作曲：UTA, SUNNY BOY, Anita McCloud, SHOKICHI
3. Route 66（Instrumental）
4. Last Goodbye（Instrumental）

### DVD
- Route 66 (Music Video)
- EXILE THE SECOND LIVE TOUR 2016-2017 “WILD WILD WARRIORS” THE FINAL @ Makuhari Messe

1. Rock City / EXILE SHOKICHI feat. SWAY & Crystal Kay
2. Anytime / EXILE SHOKICHI feat. CRAZYBOY
3. Together feat. EXILE TAKAHIRO
4. Dirty Secret Remix feat. AKLO
5. イノチノリズム～グレートジャーニー～ / DANCE EARTH PARTY feat. EXILE NESMITH, Crystal Kay
6. Beautiful Angel / EXILE NESMITH
7. SURVIVORS feat. DJ MAKIDAI
8. 24/7 Cruisin’ feat. LL BROTHERS
9. Mo Bounce feat. Far East Movement
10. CLAP YOUR HANDS feat. EXILE TAKAHIRO
11. Going Crazy
12. SUPER FLY

- The Creation of Route 66 -Documentary- (FC・モバイルSHOP限定盤のみに収録)